# Sphaerodoridium longiparapodium
Sphaerodoridium longiparapodium är en ringmaskart som beskrevs av Katzmann 1973. Sphaerodoridium longiparapodium ingår i släktet Sphaerodoridium och familjen Sphaerodoridae. Inga underarter finns listade i Catalogue of Life.